# Iglesia de San Gennaro all'Olmo
La iglesia de San Gennaro all'Olmo es una antigua iglesia católica, hoy desconsagrada, de la ciudad de Nápoles, Italia. Está localizada en el centro histórico de la ciudad, en el cruce de las calles San Gregorio Armeno y San Biagio dei Librai. Recibe el nombre de un olmo que crecía en la cercana plaza y se utilizaba como cucaña.
Forma un único complejo monumental con la adyacente Iglesia de San Biagio Maggiore.

## Historia y descripción
La primera fundación de la iglesia se remonta al siglo VII y se debe a San Agnello, decimotercero obispo de Nápoles (680-701), quien la hizo edificar en honor a San Jenaro, ahí donde ya estaba una de las siete diaconías de la ciudad: de hecho, originalmente era dedicada a San Jenaro ad diaconiam, ya que era una de las iglesias a las que el obispo asignaba un diácono para que se ocupara de las limosnas a los pobres y a las viudas. Sin embargo, según una tradición, el edificio fue una de las primeras seis iglesias de rito griego fundadas en la época de Constantino I. Hasta el siglo XIV los ritos se celebraron tanto en griego como en latín, mas posteriormente toda la ciudad adoptó el rito en latín. El antiguo hospital de la diaconía permaneció activo hasta el siglo XV.
En el siglo VIII, las monjas armenias que llegaron a Nápoles huyendo de las persecuciones iconoclastas encontraron refugio en esta iglesia, donde trajeron las reliquias de San Gregorio I el Iluminador y el cráneo de San Blas. Al culto de este último fue dedicada una capilla en la misma iglesia; en 1631, la devoción por él creció tanto que la capilla fue incorporada en la adyacente Iglesia de San Biagio Maggiore, construida para satisfacer las nuevas exigencias de culto.
En 1583, la iglesia fue reestructurada por voluntad del abad Agnello Rosso; durante las obras, se descubrió debajo del altar mayor una urna de mármol que contenía las reliquias de San Nostriano (obispo de la ciudad entre los años 444 y 461), luego trasladadas a la Iglesia de los Santos Filippo y Giacomo. Desde entonces, la iglesia fue dedicada al santo y las reliquias fueron expuestas a la vista de los fieles (a partir de 1612). La iglesia fue elevada a parroquia a comienzos del siglo XVII y fue renovada otra vez después del terremoto de 1688, añadiendo valiosas obras de estuco; en aquella época, aquí fue bautizado el filósofo Giambattista Vico. Otras renovaciones en estilo barroco se llevaron a cabo en el siglo XVIII, con la realización del altar mayor, con su balaustrada de mármol commesso, y de los altares laterales.
A comienzos del siglo XIX, el párroco Adinolfi hizo realizar una nueva restauración, incluyendo la repavimentación con baldosas de mayólica y la pintura de los muros en azul y blanco (antes la iglesia estaba decorada con motivos de falso mármol). Según el historiador de la arquitectura Roberto Pane, a comienzos del siglo XX se realizó otra renovación, cuando el avance de la fachada incorporó la antigua escalera. Durante la sigunda mitad del siglo XX, la iglesia estuvo cerrada y fue despojada de sus obras; incluso se llegó a tapiar la entrada. Las infiltraciones contribuyeron a destruir las decoraciones barrocas de estuco y al derrumbe de la pequeña cúpula del presbiterio. En 1944, la parroquia se mudó a la cercana Iglesia de los Santos Filippo y Giacomo.
Posteriormente, debido al terremoto de 1980, el edificio fue asegurado con anclas. En tiempos más recientes, la iglesia fue recuperada por la Fundación Giambattista Vico, que se ocupó de la primera fase de la restauración, con la reconstrucción de las decoraciones de la nave, mientras que en la segunda fase se reconstruyó el presbiterio con la pequeña cúpula y se recuperaron las capillas.
Por debajo del edificio hay otra iglesia y una pequeña cripta, donde fueron enterradas varias personas del pueblo napolitano, incluso el padre de Giambattista Vico. La iglesia conserva también hallazgos de la Antigüedad, como algunas columnas paleocristianas, y el osario de los Santos Blas y Gregorio.

## Galería de imágenes

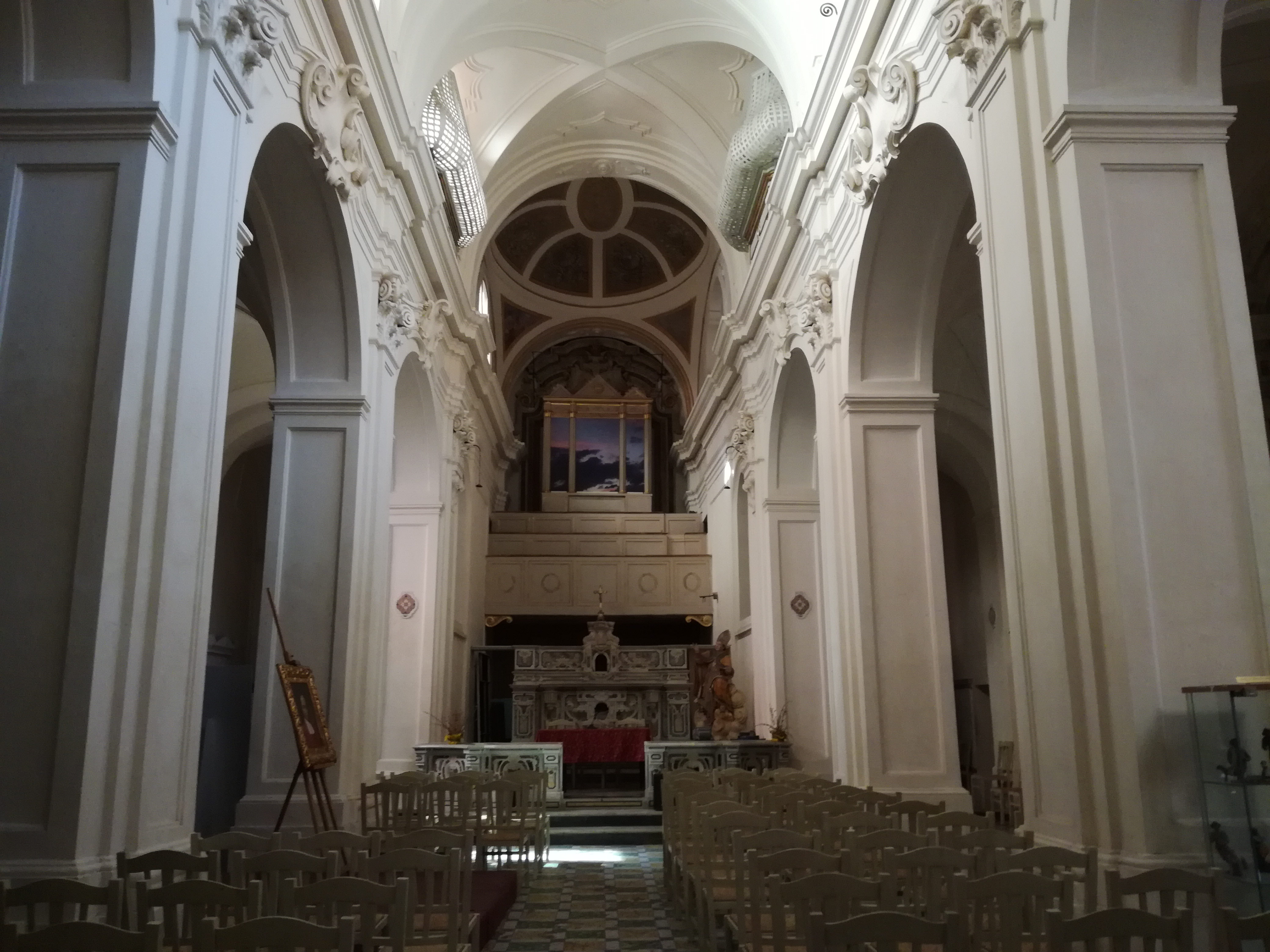
Nave central
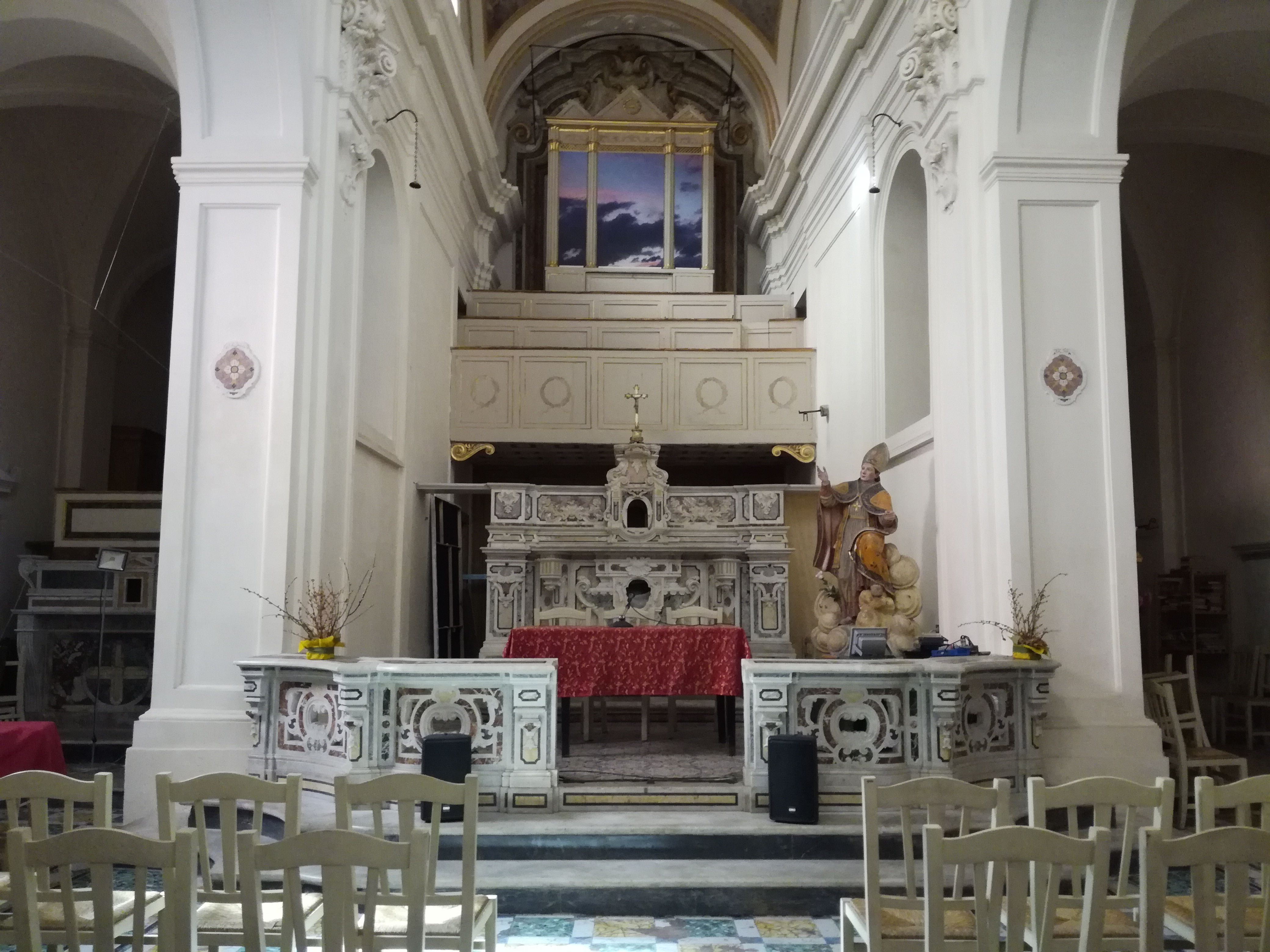
Altar mayor
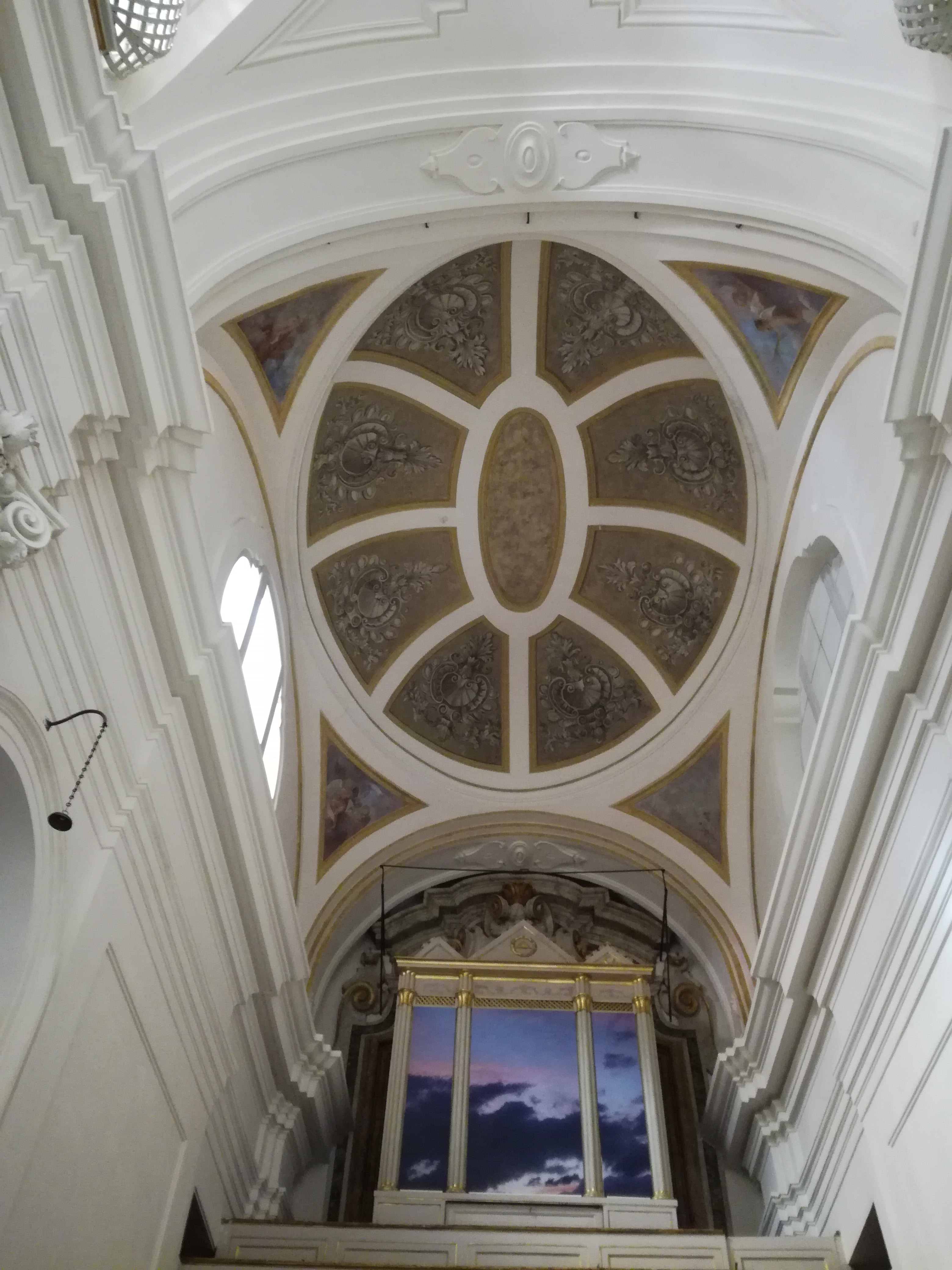
Cúpula
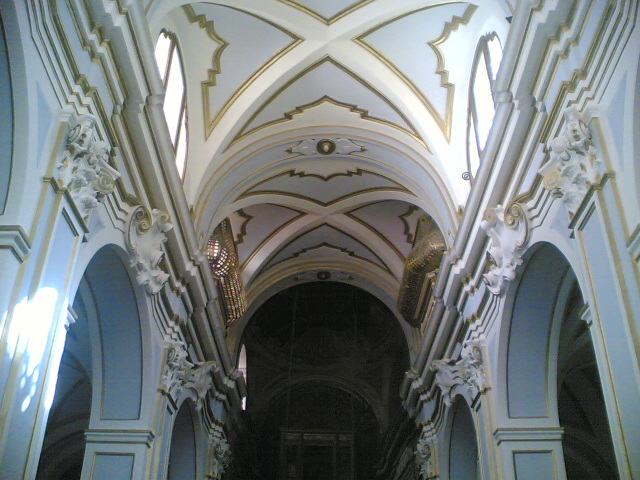
Bóveda